# Біополітика
Біополітика — застосування в політичній сфері системного підходу, характерного для сукупності наук про життя (біології в цілому, генетики, екології, еволюційної теорії та ін.).
Поняття «біополітика» вважають одним із основних концептів сучасної політичної та соціальної філософії, «започатковуючи новий етап рефлексії над проблемою політичного, яке в даному випадку трактується через призму відсилання до органічного начала та здійснення влади над життям індивідів».
Наприклад, держава в теорії Рудольфа Челлена визначається як квазі-біологічний організм. Це біологічне утворення, яке розвивається за біологічними законами самозбереження, зростання, прагнення до домінування.

## Історія
Вперше термін використав Р. Челлен при описі держави як живого організму. Найбільшої популярності в соціальній філософії і політичній теорії здобув після лекцій М. Фуко, в Колеж де Франс (1978—1979). Феномен біополітики пов'язаний із сучасним становищем людини. Людина, з одного боку, існує як форма біожиття, якою може маніпулювати влада, з іншого ж — сама постійно контролює життя. Філософи та антропологи все більше зауважують, що біотехнології втручаються в людську природу, радикально змінюючи її. Небезпеку сучасної біополітики вбачають у тому, що вона є «результатом стирання меж між природним і людським». Втручання в природу та її трансформація (наприклад, генна модифікація), підлаштування природного під політичне (наприклад, розчеплення атому, винайдення ядерної зброї) обумовлює екзистенційну кризу, що має наслідки для життя сучасної людини.